# 브런치카페 (목포문화방송)
전세영의 브런치카페는 목포MBC FM4U(FM 102.3MHz)에서 평일 오전 11시부터 낮 12시까지 방송되었던 DJ 전세영이 진행했던 전라남도 서남부 지역의 가요 음악, 팝 음악 전문 라디오 프로그램이다. 2023년 6월 30일 자로 8개월만에 폐지되었다.

## 코너 소개

### 매일코너
- <영디의 뮤직 다이어리> : 영디가 픽한 노래를 듣고 노래 속 숨어있는 예쁜 노랫말 찾기!

### 요일별 코너 (2부)
- 월요일 : <건강! 클리닉> with 문용진 한의학박사 - 요즘 사람들의 건강 고민! 문용진 한의학박사와 해결해 봅니다~!
- 화요일 : <해시태그 #뮤직> - 주제를 보고 떠오르는 음악 신청하기! 여러분과 함께 채워가는 플레이리스트!
- 수요일 : <21세기 소년 소녀> with 홍성혁 리포터 - 요즘 mz들의 푹 빠진 요즘 트렌드를 알아보는 시간!
- 목요일 : 보이는 라디오<신청곡 맛집> - 청취자들이 문자를 통해 신청한 노래를 들려주는 코너
- 금요일 : <영화가 필요해> - 곧 주말인데~ 볼 영화 없나?! 영디가 추천하는 영화 이야기!

## 같이 보기
- 목포문화방송
- MBC FM4U
- 이석훈의 브런치카페

| 목포MBC FM4U 평일 프로그램 |                           |                            |
| 이전                       | 전세영의 브런치카페       | 다음                       |
| 오늘아침 정지영입니다      | 전세영의 브런치카페       | 정오의 희망곡 김신영입니다 |
| 오전 9시 ~ 오전 11시       | 오전 11시 ~ 낮 12시       | 낮 12시 ~ 오후 2시         |
| 전국방송                   | 전라남도 서남부 지역 방송 | 일부 지역 자체 방송        |